# Apanteles glyphodes
Apanteles glyphodes är en stekelart som beskrevs av Wilkinson 1932. Apanteles glyphodes ingår i släktet Apanteles och familjen bracksteklar. Inga underarter finns listade i Catalogue of Life.